# Эмпфертсхаузен
Эмпфертсхаузен (нем. Empfertshausen) — община в Германии, в земле Тюрингия.
Входит в состав района Вартбург. Подчиняется управлению Оберес Фельдаталь. Население составляет 607 человек (на 31 декабря 2010 года). Занимает площадь 4,87 км².

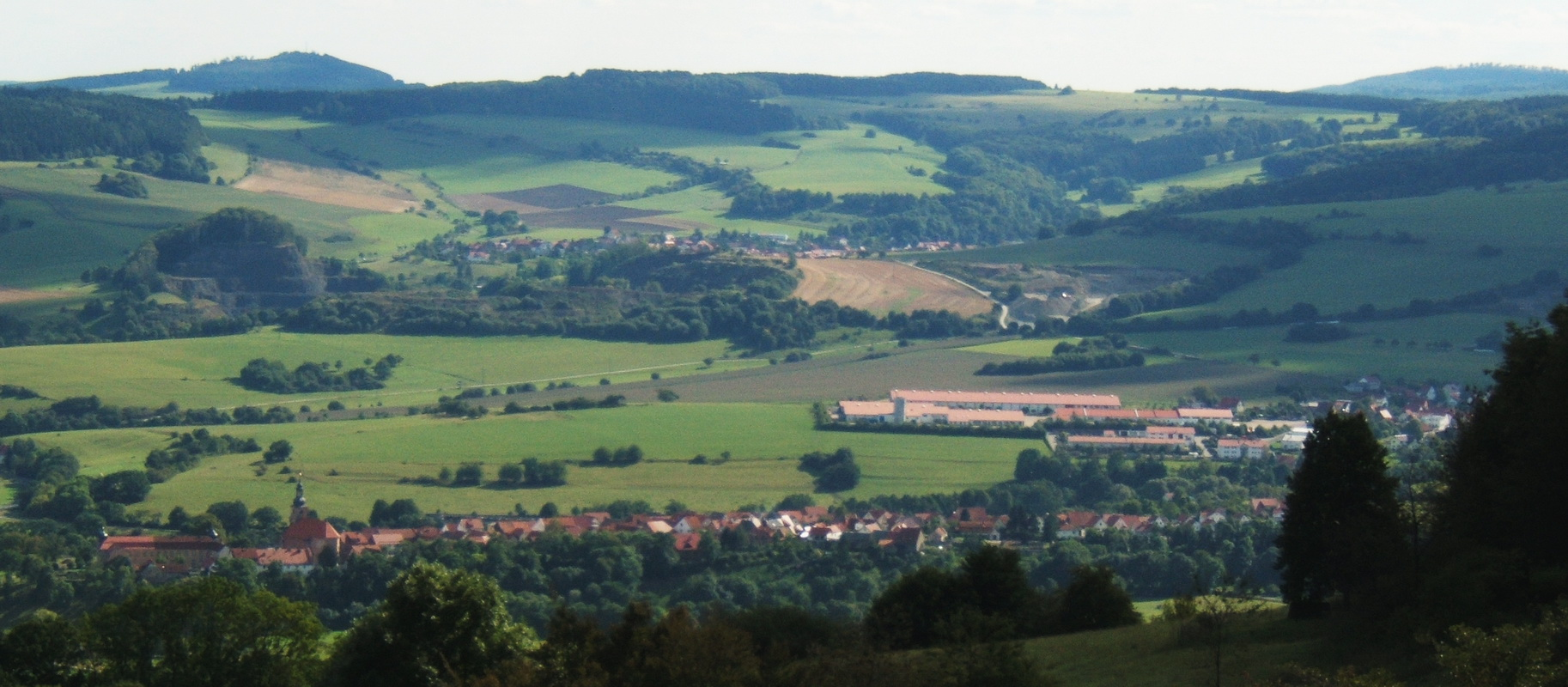